# Antsirabe
Antsirabe é a terceira maior cidade de Madagáscar, com uma população de 257 163habitantes em 2014. Antsirabe é a capital da região de Vakinankaratra. 

## História
A cidade foi fundada pelo missionário norueguês T.G. Rosaas em 1872 como um resort de montanha, para servir como um centro de retiro, devido ao clima muito mais frio. Os banhos foram abertos em 1917.